# Lijst van nummer 1-hits in Nieuw-Zeeland in 2007
Deze hits stonden in 2007 op nummer 1 in de RIANZ Top 40, de bekendste hitlijst in Nieuw-Zeeland.
| Datum        | Artiest                                | Titel                                 |
| ------------ | -------------------------------------- | ------------------------------------- |
| 1 januari    | Gwen Stefani                           | Wind it up                            |
| 8 januari    | Akon & Eminem                          | Smack that                            |
| 15 januari   | Nelly Furtado                          | Say it right                          |
| 22 januari   | Akon & Eminem                          | Smack that                            |
| 29 januari   | Akon & Eminem                          | Smack that                            |
| 5 februari   | Akon & Eminem                          | Smack that                            |
| 12 februari  | Hinder                                 | Lips of an angel                      |
| 19 februari  | Hinder                                 | Lips of an angel                      |
| 26 februari  | Fall Out Boy                           | This ain't a scene, it's an arms race |
| 5 maart      | Gwen Stefani & Akon                    | The Sweet Escape                      |
| 12 maart     | Atlas                                  | Crawl                                 |
| 19 maart     | Atlas                                  | Crawl                                 |
| 26 maart     | Atlas                                  | Crawl                                 |
| 2 april      | Atlas                                  | Crawl                                 |
| 9 april      | Atlas                                  | Crawl                                 |
| 16 april     | Atlas                                  | Crawl                                 |
| 23 april     | Beyoncé & Shakira                      | Beautiful liar                        |
| 30 april     | Atlas                                  | Crawl                                 |
| 7 mei        | Avril Lavigne                          | Girlfriend                            |
| 14 mei       | Akon                                   | Don't matter                          |
| 21 mei       | Akon                                   | Don't matter                          |
| 28 mei       | Ne-Yo                                  | Because of You                        |
| 4 juni       | Rihanna & Jay-Z                        | Umbrella                              |
| 11 juni      | Rihanna & Jay-Z                        | Umbrella                              |
| 18 juni      | Rihanna & Jay-Z                        | Umbrella                              |
| 25 juni      | Rihanna & Jay-Z                        | Umbrella                              |
| 2 juli       | Rihanna & Jay-Z                        | Umbrella                              |
| 9 juli       | Rihanna & Jay-Z                        | Umbrella                              |
| 16 juli      | T-Pain & Akon                          | Bartender                             |
| 23 juli      | Fergie                                 | Big girls don't cry                   |
| 30 juli      | Sean Kingston                          | Beautiful girls                       |
| 6 augustus   | Sean Kingston                          | Beautiful girls                       |
| 13 augustus  | Sean Kingston                          | Beautiful girls                       |
| 20 augustus  | Sean Kingston                          | Beautiful girls                       |
| 27 augustus  | Sean Kingston                          | Beautiful girls                       |
| 3 september  | Sean Kingston                          | Beautiful girls                       |
| 10 september | Kanye West                             | Stronger                              |
| 17 september | 50 Cent, Justin Timberlake & Timbaland | Ayo Technology                        |
| 24 september | 50 Cent, Justin Timberlake & Timbaland | Ayo technology                        |
| 1 oktober    | 50 Cent, Justin Timberlake & Timbaland | Ayo technology                        |
| 8 oktober    | Chris Brown & T-Pain                   | Kiss kiss                             |
| 15 oktober   | Chris Brown & T-Pain                   | Kiss kiss                             |
| 22 oktober   | Chris Brown & T-Pain                   | Kiss kiss                             |
| 29 oktober   | Timbaland & OneRepublic                | Apologize                             |
| 5 november   | Timbaland & OneRepublic                | Apologize                             |
| 12 november  | Timbaland & OneRepublic                | Apologize                             |
| 19 november  | Timbaland & OneRepublic                | Apologize                             |
| 26 november  | Timbaland & OneRepublic                | Apologize                             |
| 3 december   | Timbaland & OneRepublic                | Apologize                             |
| 10 december  | Timbaland & OneRepublic                | Apologize                             |
| 17 december  | Leona Lewis                            | Bleeding Love                         |
| 24 december  | The Underdogs                          | A very silent night                   |
| 31 december  | Leona Lewis                            | Bleeding love                         |